# Прем'єр-міністр Естонії
Прем'єр-міністр Естонії (ест. Eesti Vabariigi Peaminister) — голова уряду Естонії.

## Список (з1991)
|  | #  | Прем'єр-міністр | Портрет | Початок повноважень | Завершення повноважень | Партія                             |
|  | 1  | Едгар Савісаар  |         | 20 серпня 1991      | 29 січня 1992          | Народний фронт Естонії             |
|  | 2  | Тійт Вяхі       |         | 29 січня 1992       | 21 жовтня 1992         |                                    |
|  | 3  | Март Лаар       |         | 21 жовтня 1992      | 8 листопада 1994       | Pro Patria                         |
|  | 4  | Андрес Таранд   |         | 8 листопада 1994    | 17 квітня 1995         | Соціал-демократична партія Естонії |
|  | 5  | Тійт Вяхі       |         | 17 квітня 1995      | 17 березня 1997        | Коаліційна партія Естонії          |
|  | 6  | Март Сііманн    |         | 17 березня 1997     | 25 березня 1999        | Коаліційна партія Естонії          |
|  | 7  | Март Лаар       |         | 25 березня 1999     | 28 січня 2002          | Ісамаалійт                         |
|  | 8  | Сіім Каллас     |         | 28 січня 2002       | 10 квітня 2003         | Партія реформ Естонії              |
|  | 9  | Юхан Партс      |         | 10 квітня 2003      | 13 квітня 2005         | Res Publica                        |
|  | 10 | Андрус Ансіп    |         | 13 квітня 2005      | 26 березня 2014        | Партія реформ Естонії              |
|  | 11 | Тааві Рийвас    |         | 26 березня 2014     | 23 листопада 2016      | Партія реформ Естонії              |
|  | 12 | Юрі Ратас       |         | 23 листопада 2016   | 26 січня 2021          | Центристська партія                |
|  | 13 | Кая Каллас      |         | 26 січня 2021       | 22 липня 2024          | Партія реформ Естонії              |
|  | 14 | Крістен Міхал   |         | 23 липня 2024       | Нині на посаді         | Партія реформ Естонії              |